# Sint-Obrechtsstraat

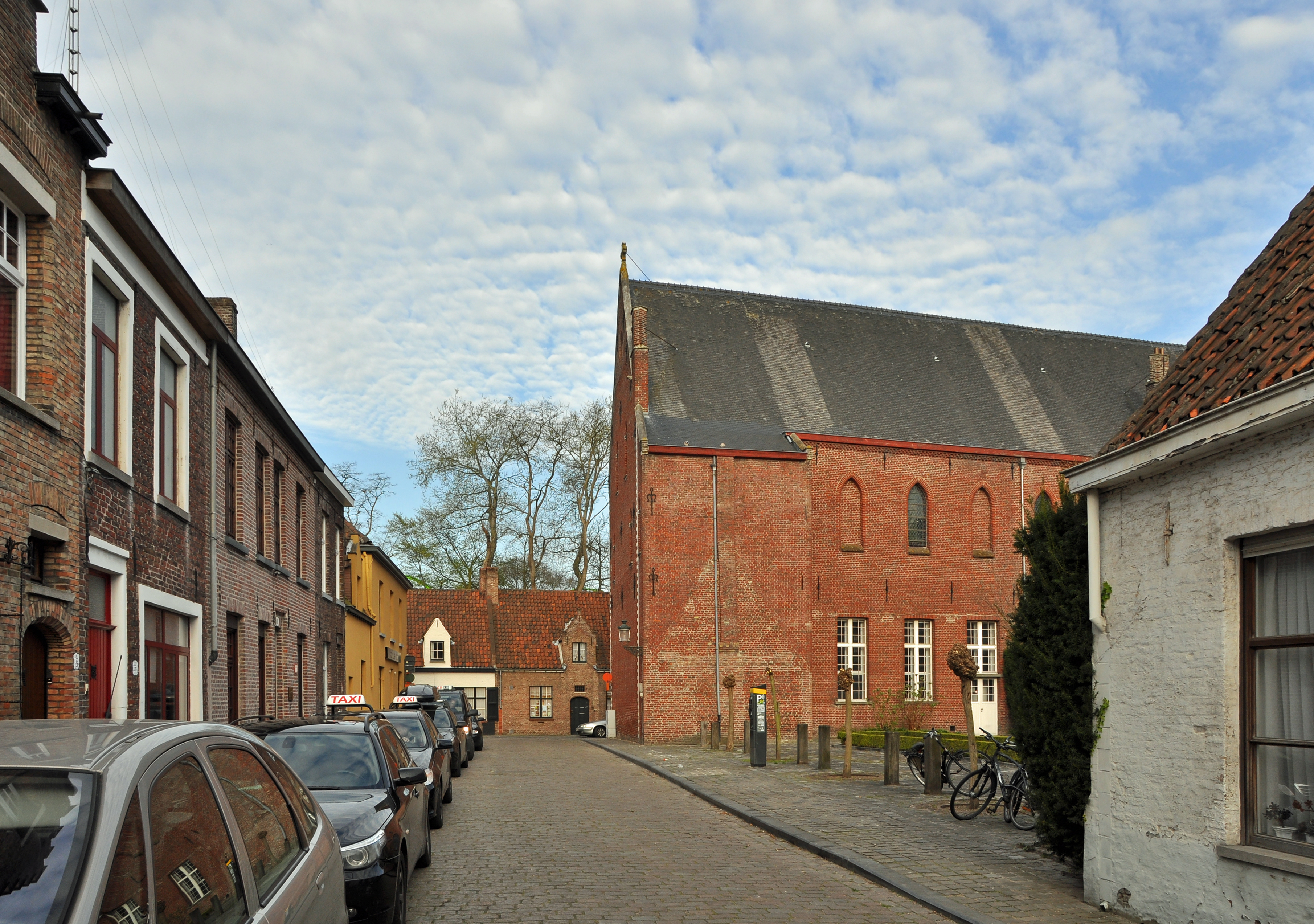
De Sint-Obrechtsstraat, in de richting van de Westmeers

De Sint-Obrechtsstraat is een straat in Brugge.

## Beschrijving
Als gevolg van de vele 'ramen' die in het kwartier van de Westmeers en Oostmeers stonden opgesteld, kreeg deze straat de naam Raamstraat. De naam was in de 16de eeuw nog in gebruik, maar kon geen stand houden, gelet op de andere Raamstraten die de stad rijk was.
Dat de volksmond er Sint-Obrechtsstraat van maakte heeft een dubbele oorsprong. Het godshuis Sint-Obrecht, gelegen in de Langestraat had hier een eigendom en op de noordoosthoek van de straat stond een huis dat Sint-Obrecht heette.
De heilige monnik Obrecht of Aubertus van Kamerijk was in de 7e eeuw bisschop van Atrecht en Kamerijk en werd de patroon van de bakkers.
De Sint-Obrechtsstraat loopt van de Westmeers naar de Oostmeers.
Oorspronkelijk bestond een Sint-Obrechtstraat, daar waar het godshuis Sint-Obrecht zich bevond, naast de Langestraat. Begin zeventiende eeuw werd die straat opgeslorpt in de eigendom van de kartuizers, langs de Langestraat.